# Somlóvásárhely
Somlóvásárhely je vas na Madžarskem, ki upravno spada pod podregijo Ajkai Županije Veszprém.